# Интегрин альфа-8
Интегрин альфа-8 (α8) — мембранный белок, гликопротеин из надсемейства интегринов, продукт гена ITGA8, альфа-субъединица интегрина α8β1. Играет важную роль в развитии почек.

## Функции
Интегрин альфа-8/бета-1 (α8β1) участвует в развитии почек и, возможно, других органов, регулируя рекрутирование мезенхимальных клеток в эпителиальные структуры. Распознаёт аминокислотную последовательность R-G-D (аргинин-глицин-аспарагиновая кислота)) в широком спектре лигандов, таких как тенасцин C (TNC), фибронектин, SPP1, TGFB1, TGFB3 и витронектин. Как нейрональный рецептор тенасцина C опосредует межклеточные взаимодействия и регулирует рост сенсорных и моторных нейронов.

## Структура
Интегрин альфа-8 — крупный белок, состоит из 1025 аминокислот, молекулярная масса белковой части — 117,5 кДа. N-концевой участок (974 аминокислоты) является внеклеточным, далее расположен единственный трансмембранный фрагмент и внутриклеточный фрагмент (30 аминокислот). Внеклеточный фрагмент включает 7 FG-GAP-повторов и до 16 участков N-гликозилирования. 
В процессе ограниченного протеолиза внутримолекулярная связь гидролизуется и образуются тяжёлая и лёгкая цепи, связанные дисульфидной связью. 

## Тканевая специфичность
Интегрин α8β1 экспрессирован на мезенхимальных, почечных мезангиальных и печёночных звёздчатых клетках, а также на сосудистых и висцеральных гладкомышечных клетках.